# خسوس اووو
خسوس اووو (انگلیسی: Jesús Owono؛ زادهٔ ۱ مارس ۲۰۰۱) بازیکن فوتبال اهل اسپانیا است.
از باشگاه‌هایی که در آن بازی کرده‌است می‌توان به باشگاه فوتبال دپورتیوو آلاوس و باشگاه فوتبال رئال سوسیداد اشاره کرد.
وی همچنین در تیم‌های ملی فوتبال باسک و گینه استوایی بازی کرده‌است.